# Меморіальний музей Романа Шухевича
Музей генерал-хорунжого УПА Романа Шухевича — частина експозиції Львівського історичного музею, розташована у приватному будинку на вул. Білогорща, 76а у Львові та присвячена постаті генерал-хорунжого УПА Романа Шухевича, який загинув тут 5 березня 1950 року.

## Історія
Музей відкрито 23 жовтня 2001 року коштом Товариства вояків УПА у США імені генерал-хорунжого Тараса Чупринки.
В будинку музею знаходилася остання штаб-квартира головного командира УПА. Будинок мав два поверхи. На першому поверсі було розташовано п'ять тематичних зал. Другий поверх відтворював побут Головного командира УПА під час перебування його на цій підпільній квартирі (весна 1948—1950 років).
Важливим історичним об'єктом будинку була криївка, що знаходилася при вході на горище, фактично — перегородка, що відокремлювала горище від кімнати подвійною дощатою стіною. Вхід у криївку здійснювався зі сходового майданчика. Потрапити до неї можна було з окремого входу. Саме цим входом користувався Роман Шухевич, коли вступив в останній бій з підрозділами МГБ 5 березня 1950 року. Сходи збережено без змін. Внутрішня частина криївки та вхід до неї відреставрована зі збереженням усіх пропорцій і своєрідності будівлі.
При проведенні відновлювальних робіт у дерев'яній стіні, навпроти входу до криївки, було віднайдено кулю від пістолета «Вальтер». Отвір від кулі знаходився на висоті 80 см від підлоги. Сходи, криївка, житлова кімната стали головними меморіальними об'єктами музею.

### Знищення будівлі
У ніч з 31 грудня 2023 на 1 січня 2024 року будівлю музею та частину експонатів було знищено внаслідок атаки безпілотника під час удару по Львівщині, завданого Збройними силами Росії.
Перед початком повномасштабного вторгнення в музеї Романа Шухевича у Львові було близько 600 оригінальних експонатів, які перебували у розпорядженні головнокомандувача УПА за життя. Частину з них заздалегідь було перевезено у безпечне місце. Від російської атаки знищені 16 пам'яток із музейного фонду. Постраждали переважно меморіальні речі: стіл, крісла, креденс, фортепіано, на якому грав Шухевич. Копії документів були із допоміжного фонду; частина предметів на експозиції була муляжами. У пожежі вціліло бронзове погруддя Романа Шухевича роботи скульптора Михайла Черешньовського.

### Відбудова будівлі музею
Мер міста Львова Андрій Садовий повідомив, що в лютому 2024 року буде оголошено архітектурний конкурс на проєкт будівлі Меморіального музею Романа Шухевича. Всеукраїнський відкритий архітектурний конкурс, мета якого полягала у відновленні та облаштуванні будівлі та прибудинкової території музею Романа Шухевича, оголошено 27 лютого. На конкурс подалися 13 команд архітекторів. В результаті у встановлений час було створено 7 пропозицій відновлення музею.
Перемогла пропозиція команди Андрія Лесюка, за якою планується якнайповніше відтворення історичного вигляду будівлі й використання у відбудові всіх частково вцілілих автентичних елементів (столярка, дерев'яні сходи, фортепіано, погруддя тощо). При цьому нове має бути виразно відокремлене від автентичного.
Благодійний фонд Порошенка заявив, що готовий допомогти у відновленні будівлі. 11 січня 2024 року Львівський історичний музей повідомив про відкриття цільового рахунку для благодійної допомоги на відновлення зруйнованого музею.

## Світлини

Пам'ятник на території музею
Експозиція музею
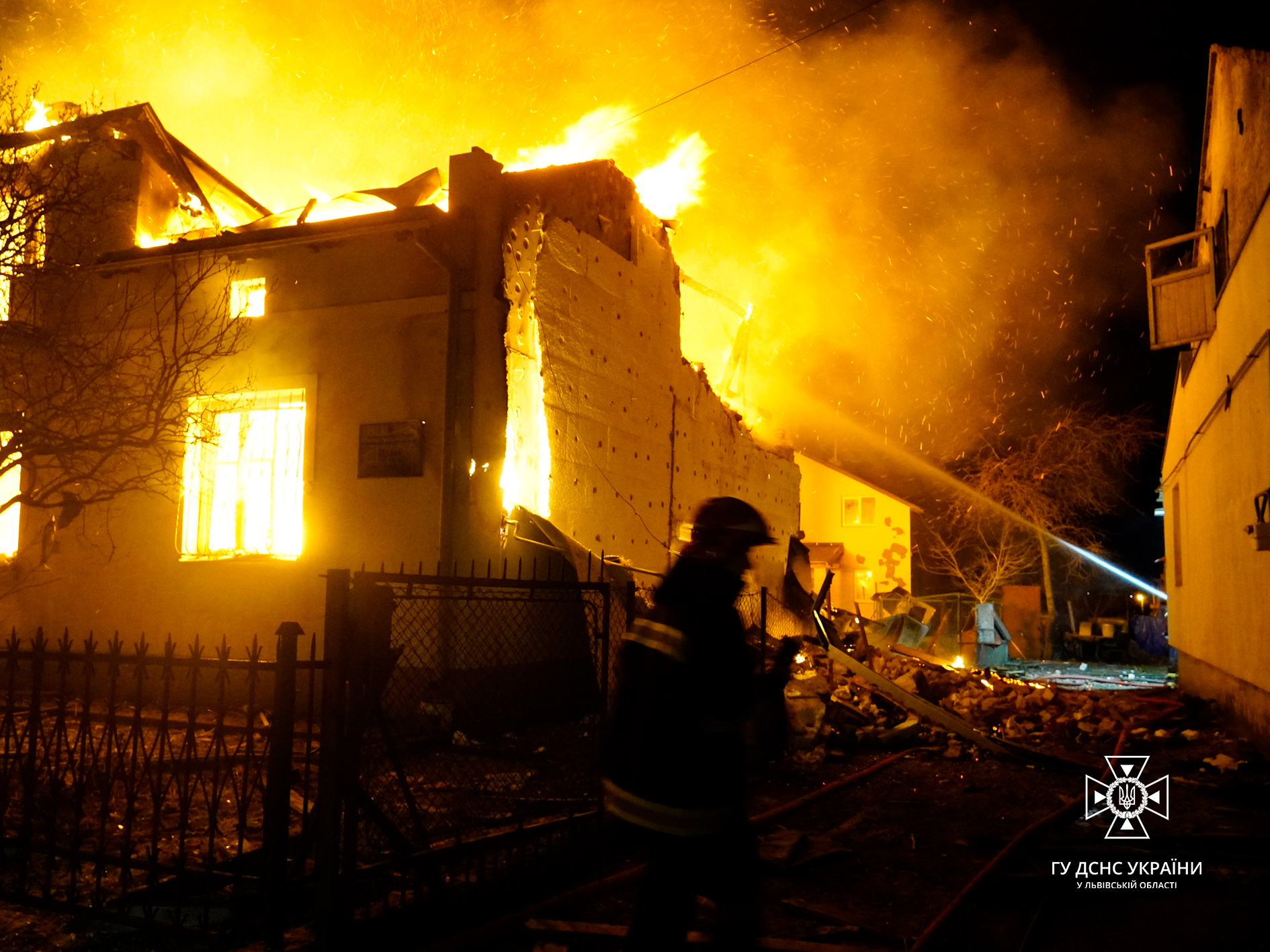
Після російського удару
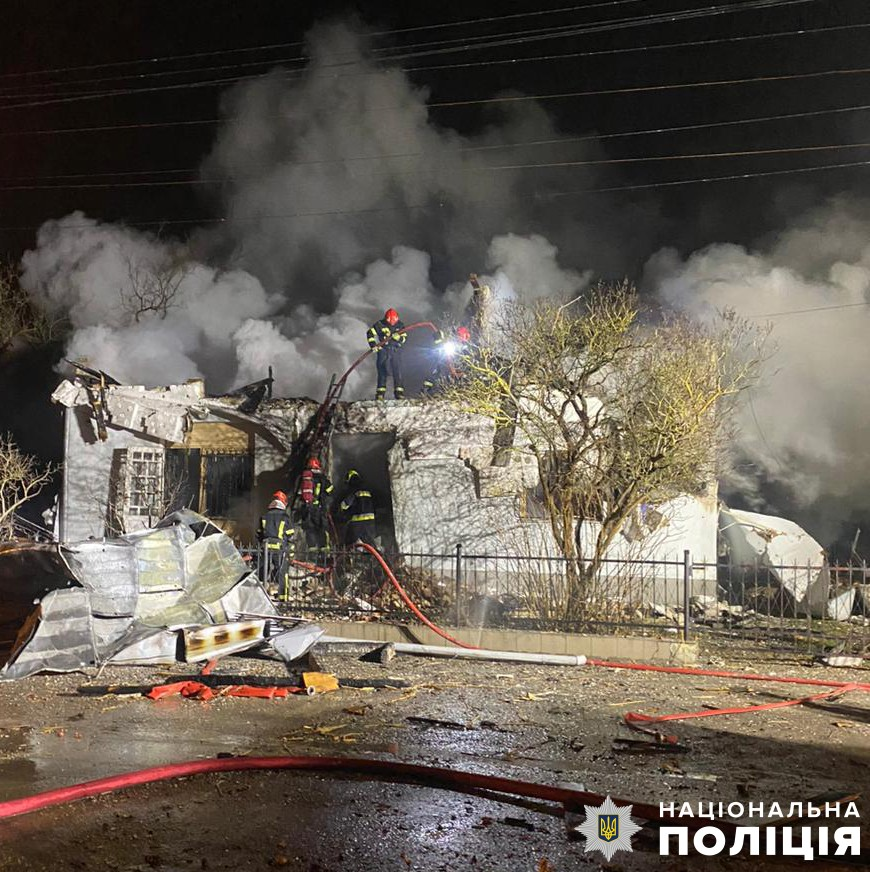
Після пожежі